# Laudemir André Müller
Laudemir André Müller (Boa Vista do Buricá, 1975) é um economista brasileiro.
Em 8 de setembro de 2014 assumiu interinamente o posto de ministro do Desenvolvimento Agrário do governo Dilma Rousseff.